# 切斯特菲爾德 (密蘇里州)
切斯特菲爾德（英語：Chesterfield）是位於美國密蘇里州聖路易斯縣的城市。

## 人口
根據2020年美國人口普查的數據，切斯特菲爾德的面積為87.64平方千米，當中陸地面積為82.45平方千米，而水域面積為5.19平方千米。當地共有人口49999人，而人口密度為每平方千米571人。